# Мєшково (Мединський район)
Мєшково (рос. Мешково) — присілок в Мединському районі Калузької області Російської Федерації.
Населення становить 5 осіб. Входить до складу муніципального утворення Присілок Гусево.

## Історія
Від 2004 року входить до складу муніципального утворення Присілок Гусево.

## Населення
| 2002 | 2010 |
| ---- | ---- |
| 14   | ↘5   |